# Kabul Khan

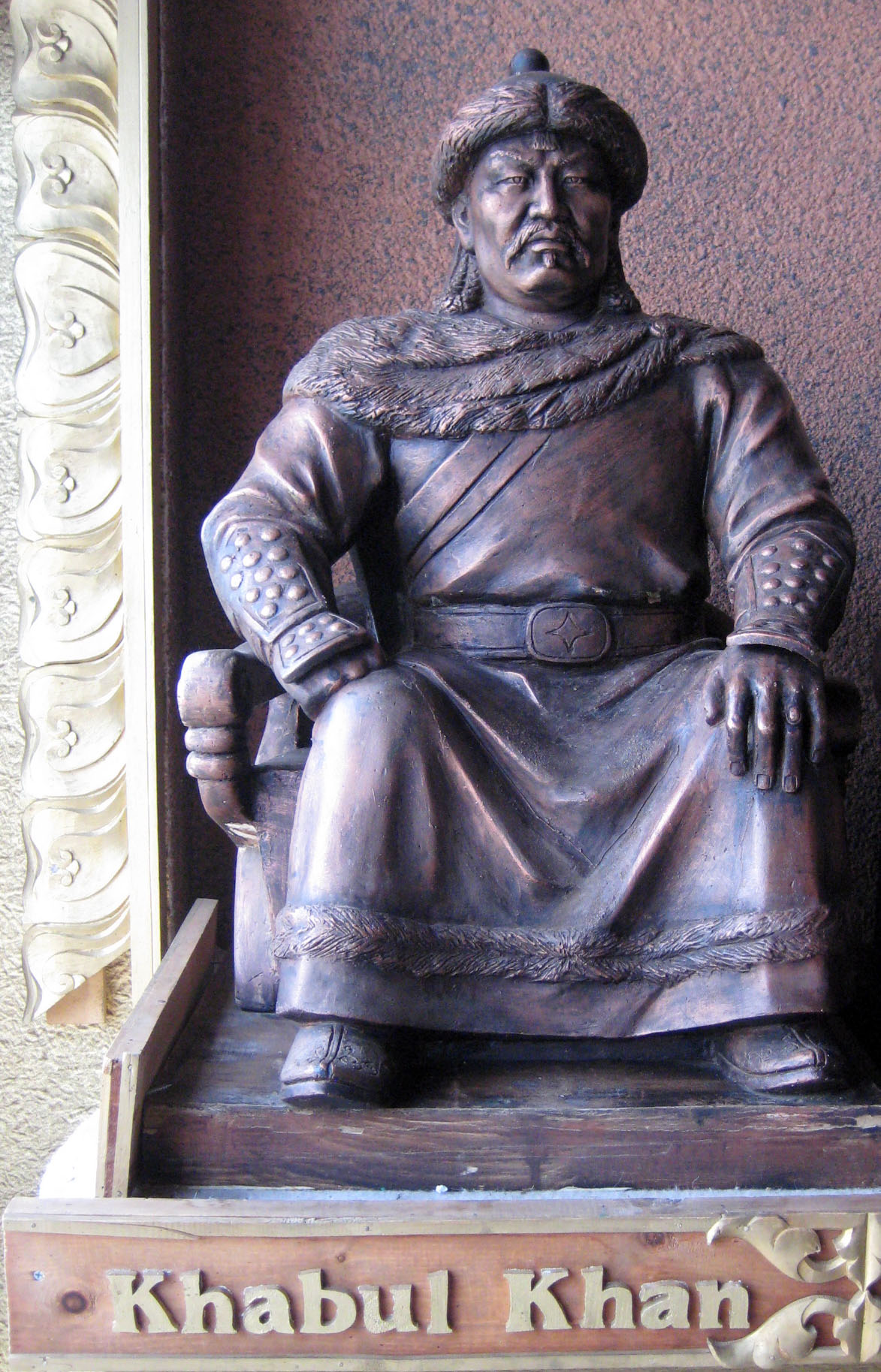
Darstellung Chabul Chans im Mongolenschloss

Kabul Khan, eigentlich Chabul Chan (mongolisch Хабул хан), oft auch als Kabul Khagan bezeichnet, war ein mongolischer Herrscher des 12. Jahrhunderts. Dessen Regierungszeit ist heute nur schwer greifbar und fällt ungefähr in die Zeit zwischen 1123 und 1150.

## Biografie

### Allgemeines
Kabul Khans Zeit ist mangels schriftlicher Zeugnisse nur durch kurze Aussagen späterer Schriften rekonstruierbar. So beispielsweise in einem Gesandtschaftsbericht aus dem Jahr 1221, in einem Buch von Raschid ad-Din (von ca. 1303) und in den chinesischen Hofchroniken des 14. Jahrhunderts. Kabul Khan wird ebenfalls in der Geheimen Geschichte der Mongolen erwähnt, allerdings nur als Paraphrase aus der Ming-Dynastie. Aus diesem Grund sind alle Erkenntnisse über ihn in sich sehr widersprüchlich und damit nicht besonders zuverlässig. Vielmehr ist die historische Gestalt des Kabul Khan heute in den Bereich der Legenden anzusiedeln.

### Leben
Kabul Khan wurde als Sohn des mongolischen Clanführers Tumghai geboren und gehörte dem Clan der Borjigin an. Sein Urgroßvater Khaidu soll bei einem Krieg innerhalb der mongolischen Stämme die Khanswürde errungen haben. Kabul Khans Hauptfrau war Goa Kulkua Khatun aus dem Stamm der Qongirat und aus dieser Ehe gingen mehrere Söhne hervor.
Der Mongolenfürst Kabul gilt in der mongolischen Geschichte als Begründer des ersten mongolischen Staates, der sehr nomadisch geprägt war und heute als Qamuq Mongqol bezeichnet wird.
Auf dem Höhepunkt seiner Macht (ca. 1147) fiel Kabul Khan wahrscheinlich mehrmals in die Grenzgebiete Jin-Chinas ein und zwang dieses zu einem Friedensvertrag: In diesem Friedensvertrag werden den Mongolen angeblich 27 Grenzfestungen und ein Tribut an Rindern, Schafen usw. zugesprochen.

Diese Zahlen werden in einem chinesischen Gesandtschaftsbericht des Jahres 1221 erwähnt. Der Fürst als solches wird in diesem Bericht jedoch nicht genannt. Stattdessen wurde der amtierende Mongolen-Khan mit einem Titel (oro bogile, ‚Thronfürst‘) erwähnt.
In einem anderen Dokument wird Kabul Khan als Verbündeter an den Hof des Jin-Kaisers Holoma (reg. 1135–1149) geladen. Dort betrank sich Kabul Khan und „zupfte den Kaiser am Bart“. Nach der Abreise des Mongolen schickte Holoma Späher in die Steppe, die Kabul Khan gefangen nehmen sollten. Diese wurden jedoch vom Mongolen-Khan getötet.

### Danach
Als Kabul Khan starb, zerfiel das nomadisch geprägte Mongolenreich wieder schnell. Es stellte nur ein loses Bündnis verwandter und autonomer Stammesgruppen dar, die unter dem Oberbefehl des Khans standen. Zur Heerfolge waren sie diesem nur bei Krieg oder Raubzügen verpflichtet.
Kabul Khans Söhne Önkin und Khutula versuchten erfolglos, das untergehende Mongolenreich gegen die am Kerulen lebenden Tataren aufrechtzuerhalten, die ihrerseits mit Jin-China verbündet waren. Önkin geriet in tatarische Gefangenschaft und wurde an den Jin-Kaiser ausgeliefert. Mit ihm ging sein Vetter Ambachai, der Fürst der Taijut, in die Gefangenschaft.
Khutula führte mehrere erfolglose Feldzüge gegen die Jin-Dynastie, um seine Verwandten freizupressen. Aufgrund seiner Erfolglosigkeit entzweiten sich um 1161 die Clans. Unter den führenden mongolischen Clans brach ein blutiger Stammeskrieg aus, der siegreich von den Taijut beendet werden sollte.
Erst Kabul Khans Urenkel Temüdschin konnte 1189 die Vorherrschaft des Taijut-Clans über die mongolischen Stämme brechen, als er an den Ufern des Senggür von der Mehrheit der Fürsten zum Dschingis Khan erhoben wurde. Damit gilt in der modernen mongolischen Geschichte der Stammesstaat Qamuq Mongqol als wiederauferstanden, da Temüdschin der direkten Blutlinie Kabul Khans folgte: Kabul Khan – Bartan Ba'atur – Yesügai Ba'atur – Dschingis Khan.